# Epitola kholifa
Epitola kholifa är en fjärilsart som beskrevs av George Thomas Bethune-Baker 1904. Epitola kholifa ingår i släktet Epitola och familjen juvelvingar. Inga underarter finns listade i Catalogue of Life.